# Michael Ende
Pour les articles homonymes, voir Ende.
Œuvres principales
- L'Histoire sans fin
- Momo
- Jim Bouton

Michael Ende, né le 12 novembre 1929 à Garmisch-Partenkirchen (Bavière) et mort le 28 août 1995  à Filderstadt (banlieue de Stuttgart), est un écrivain allemand de romans fantastiques. Fils du peintre surréaliste Edgar Ende, il est surtout connu pour son roman L'Histoire sans fin (Die unendliche Geschichte) et ses livres pour la jeunesse, mais il a également écrit pour un public adulte.

## Biographie
Michael Ende naît le 12 novembre 1929 à Garmisch-Partenkirchen en Bavière. Il est le fils d'Edgar Ende, peintre surréaliste, et de Luise Bartholomä, bijoutière.
En 1964, Michael Ende épouse l'actrice Ingeborg Hoffmann. Par la suite, le couple part s'installer en Italie. En 1965, Edgar Ende, le père de Michael, décède. Luise Bartholomä, mère de Michael, décède huit ans plus tard en 1973, à l'âge de 81 ans.
En 1966, Michael Ende entreprend la rédaction de Momo, qui paraît six ans plus tard, en 1972 et remporte un prix allemand et un prix européen de littérature pour la jeunesse. L'année suivante, Ende réalise un livret d'opéra adapté du roman, sur une musique de Mark Lothar. En 1976, Ende compose à nouveau une pièce de théâtre, Das Gauklermärchen.
En 1979 paraît L'Histoire sans fin. Le livre, qui conquiert dans le monde des millions de lecteurs, est souvent considéré comme un précurseur des succès de la littérature d'enfance et de jeunesse des décennies suivantes. Son histoire a été adaptée trois fois sur grand écran. Le premier projet de film est lancé par Wolfgang Petersen. Lorsqu'il voit le film terminé en 1984, Michael Ende le déteste, et, furieux, réclame et obtient que son nom soit retiré du film.
En 1985, Ingeborg Hoffmann meurt et Michael Ende repart s'installer a Munich.
En 1986, l'adaptation cinématographique de Momo sort sur les écrans.
En 1989, Michael Ende se remarie avec Mariko Sato, traductrice et auteure de la traduction japonaise de L'Histoire sans fin.
En 1994, Ende subit une opération chirurgicale pour un cancer de l'estomac, et doit interrompre son travail en cours, Mamonella oder der Geist in der Flasche. Michael Ende meurt le 28 août 1995 à Stuttgart, d'un cancer de l'estomac.

## Œuvres

### Livres pour la jeunesse
- Jim Bouton et Lucas le chauffeur de locomotive, Bayard Jeunesse, 2004 ((de) Jim Knopf und Lukas der Lokomotivführer, Thienemann, 1960), trad. Jean-Claude Mourlevat
- Jim Bouton et les Terribles 13 ((de) Jim Knopf und die Wilde 13, Thienemann, 1962)
- (de) Das Schnurpsenbuch, Thienemann, 1969
- (de) Tranquilla Trampeltreu die beharrliche Schildkröte, Thienemann, 1972
- Momo ((de) Momo, Thienemann, 1973)
- (de) Das kleine Lumpenkasperle, Urachhaus, 1975Illustré par Roswitha Quadflieg
- (de) Das Traumfresserchen, Thienemann, 1978
- (de) Lirum Larum Willi Warum, Urachhaus, 1978
- L'Histoire sans fin, Stock, 1984 ((de) Die unendliche Geschichte, Thienemann, 1979), trad. Dominique Autrand
- (de) Der Lindwurm und der Schmetterling oder Der seltsame Tausch, Thienemann, 1981
- (de) Die Schattennähmaschine, Thienemann, 1982
- (de) Filemon Faltenreich, Thienemann, 1984
- (de) Norbert Nackendick oder das nackte Nashorn, Thienemann, 1984
- (de) Ophelias Schattentheater, Thienemann, 1988
- La Satanormaléficassassinfernale Potion du professeur Laboulette, Bayard Jeunesse, 2006 ((de) Der satanarchäolügenialkohöllische Wunschpunsch, Thienemann, 1989), trad. Jean-Claude Mourlevat
- La Soupière et la Cuillère ((de) Die Geschichte von der Schüssel und vom Löffel, Thienemann, 1990)
- (de) Lenchens Geheimnis, Thienemann, 1991
- (de) Der lange Weg nach Santa Cruz, Thienemann, 1992
- (de) Der Teddy und die Tiere, Thienemann, 1993
- (de) Die Zauberschule im Wünschelreich, Thienemann, 1999
- (de) Vom Wunsch aller Wünsche und andere Geschichten, Thienemann, 1998
- (de) Die Rüpelschule, Thienemann, 2002

### Autres écrits
- Le Miroir dans le miroir, Belfond ((de) Der Spiegel im Spiegel. Ein Labyrinth, Weitbrecht, 1984), trad. Dominique Autrand
- (de) Die Archäologie der Dunkelheit. Gespräche über Kunst und das Werk des Malers Edgar Ende, Weitbrecht, 1985Écrit avec Jörg Krichbaum.
- (de) Das Gefängnis der Freiheit, Weitbrecht, 1992, récits
- (de) Die Vollmondlegende, Piper, 1993
- (de) Zettelkasten. Skizzen und Notizen, Weitbrecht, 1994
- (de) Der Niemandsgarten, sur le patrimoine financier, Weitbrecht, 1998

### Poèmes
- (de) Trödelmarkt der Träume. Mitternachtslieder und leise Balladen, Weitbrecht, 1986

### Théâtre et livrets d'opéras
- (de) Die Spielverderber, 1967, pièce de théâtre
- (de) Momo und die Zeitdiebe, 1978, livretMusique de Mark Lothar, d'après le roman Momo
- (de) Das Gauklermärchen, 1982, pièce de théâtre
- (de) Der Goggolori, 1984Eine bairische Mär, en huit tableaux, musique de Wilfried Hiller
- (de) Die Jagd nach dem Schlarg. Variationen in Lewis Carrolls gleichnamigem Nonsensgedicht, 1987, livretMusique de Wilfried Hiller, d'après La Chasse au Snark de Lewis Carroll
- (de) Der Rattenfänger, 1993, livretMusique de Wilfried Hiller

### Essais
- (de) Phantasie / Kultur / Politik. Protokoll eines Gesprächs, Weitbrecht, 1982Écrit avec Erhard Eppler et Hanne Tächl.
- (de) Kunst und Politik – ein Gespräch, Freie Volkshochschule Argental, 1989Écrit avec Joseph Beuys.

## Distinctions
- 1961 : Deutscher Jugendliteraturpreis pour Jim Knopf und Lukas der Lokomotivführer (Jim Bouton et Lucas le chauffeur de locomotive)
- 1962 : (international) « Honor List »[4], de l' IBBY, pour Jim Knopf und Lukas der Lokomotivführer (Jim Bouton et Lucas le chauffeur de locomotive)
- 1974 : Deutscher Jugendliteraturpreis pour Momo
- 1984 : Sélection Prix Locus du meilleur roman de fantasy pour L'Histoire sans fin
- 1996 : Prix Kurd-Laßwitz pour Der lange Weg nach Santa Cruz